# Nemopterella segregata
Nemopterella segregata is een insect uit de familie van de Nemopteridae, die tot de orde netvleugeligen (Neuroptera) behoort. 
Nemopterella segregata is voor het eerst wetenschappelijk beschreven door Tjeder in 1967.